# Catogenus collaris
Catogenus collaris là một loài bọ cánh cứng trong họ Passandridae. Loài này được Sharp miêu tả khoa học năm 1899.